# 184-й отдельный сапёрный батальон
Не следует путать со 184-м отдельным сапёрным батальоном 164-й стрелковой дивизии
Не следует путать со 184-м отдельным сапёрным батальоном 361-й стрелковой дивизии
184-й отдельный сапёрный батальон — воинская часть в Вооружённых Силах СССР во время Великой Отечественной войны.

## История
Сформирован до 22.06.1941 года.
В составе действующей армии с 22.06.1941 по 30.04.1942.
С первых дней войны занимался установкой минно-взрывных заграждений в полосе действия 7-й армии. Однако, уже в июле 1941 был вынужден принять бой, действуя как обычная пехотная часть, обороняя населённый пункт Пялк-ярви, затем Мухонен, Туурула. Вёл бои в районе озера Пялькъярви, севернее города Сортавала, в районе Крошнозеро-Салменица в Карелии. Принимал участие в обороне Петрозаводска, минировал и взрывал объекты в городе и окрестностях. Отошёл, как и все части армии на рубеж реки Свирь. В ноябре 1941 года переброшен под Тихвин, участвовал в боях в ходе Тихвинской наступательной операции.
30.04.1942 преобразован в 1-й гвардейский отдельный сапёрный батальон, став таким образом первым сапёрным батальоном армейского подчинения в РККА, получившим звание гвардейского.

## Полное наименование
- 184-й отдельный сапёрный Краснознамённый батальон

## Подчинение
| Дата       | Фронт (округ)    | Армия               | Корпус | Дивизия | Бригада | Примечания |
| ---------- | ---------------- | ------------------- | ------ | ------- | ------- | ---------- |
| 22.06.1941 | Северный фронт   | 7-я армия           | —      | —       | —       | —          |
| 01.07.1941 | Северный фронт   | 7-я армия           | —      | —       | —       | —          |
| 10.07.1941 | Северный фронт   | 7-я армия           | —      | —       | —       | —          |
| 01.08.1941 | Северный фронт   | 7-я армия           | —      | —       | —       | —          |
| 01.09.1941 | Карельский фронт | 7-я армия           | —      | —       | —       | —          |
| 01.10.1941 | —                | 7-я отдельная армия | —      | —       | —       | —          |
| 01.11.1941 | —                | 7-я отдельная армия | —      | —       | —       | —          |
| 01.12.1941 | —                | 7-я отдельная армия | —      | —       | —       | —          |
| 01.01.1942 | —                | 7-я отдельная армия | —      | —       | —       | —          |
| 01.02.1942 | —                | 7-я отдельная армия | —      | —       | —       | —          |
| 01.03.1942 | —                | 7-я отдельная армия | —      | —       | —       | —          |
| 01.04.1942 | —                | 7-я отдельная армия | —      | —       | —       | —          |

## Командиры
| Звание  | Ф.И.О.                  | Вступление в должность | Годы жизни                           |
| ------- | ----------------------- | ---------------------- | ------------------------------------ |
| капитан | Давиденко Пётр Егорович |                        |                                      |
| капитан | Кошелев Пётр Алексеевич |                        | 15.07.1919 (15.07.1918) - 04.11.1994 |

## Награды и наименования
| Награда                | Дата       | За что получена |
| ---------------------- | ---------- | --- |
| Орден Красного Знамени | 17.12.1941 | За образцовое выполнение боевых заданий командования на фронте борьбы с немецкими захватчиками и проявленные при этом доблесть и мужество (за участие в Тихвинской операции) |

## Воины батальона
| Награда                | Ф. И. О.                        | Должность                     | Звание       | Дата награждени | Примечания |
| ---------------------- | ------------------------------- | ----------------------------- | ------------ | --------------- | --- |
|                        | Карандаков, Виктор Владимирович | помощник командира взвода     | красноармеец | 20.11.1941      | в годы ВОВ первый из воинов инженерных войск, удостоенный звания Героя Советского Союза                                                                        |
|                        | Ястребов, Александр Георгиевич  | военный комиссар              | политрук     | 22.02.1943      | посмертно (погиб 13.11.1941) |
| Орден Красного Знамени | Кошелев, Пётр Алексеевич        | Пом. Начальника Штаба 184 ОСБ | лейтенант    | 13.02.1942      | Задержал продвижение пехотных и мотопехотных частей противника через мост в районе Киндасово, воспрепятствовал использование противником Бесовецкого аэродрома |

## Память
- Братское захоронение в посёлке Берёзовик Тихвинского района Ленинградской области, улица Лесная дом 1. Перезахоронение от 23 октября 1949 года из деревень Бор, Кайвакса, Плаун, Шомушка, Вехтуй. Первый памятник — 1949 года. Реконструкции производились в 1950-е гг., в 1966 году, в 2008 году. Всего значится по учёту военкомата захороненных 174 человека, известны фамилии 57 человек, количество неизвестных бойцов — 117 человек.

Текст на памятнике: «Вечная слава героям Великой Отечественной войны, павшим при освобождении посёлка Березовик в ноябре 1941 года».
На памятнике — фамилии похороненных. На стендах — тексты о Тихвинских оборонительной и наступательной операциях.
Табличка «Здесь похоронен Герой Советского Союза Александр Георгиевич Ястребов, погибший при освобождении посёлка Березовик в ноябре 1941 года»
- город Тихвин, посёлок Берёзовик «Мемориальная доска Улица Ястребова Александра Георгиевича»
- город Тихвин, посёлок Березовик

## Другие инженерно-сапёрные формирования с тем же номером
- 184-й отдельный моторизованный инженерный батальон
- 184-й отдельный инженерно-минный батальон
- 184-й отдельный инженерно-сапёрный батальон 15-й инженерно-сапёрной бригады
- 184-й отдельный инженерно-сапёрный батальон 23-й инженерно-сапёрной бригады